# Catedral de Cristo Salvador (Kazajistán)
La catedral de Cristo Salvador  (en ruso: Храм Христа Спасителя) es un edificio importante de la Iglesia Ortodoxa Rusa en la localidad de Oral en Kazajistán. Fue construida desde 1891 hasta 1907. La iglesia pertenece a la Eparquía de Oral de la iglesia Ortodoxa Rusa.

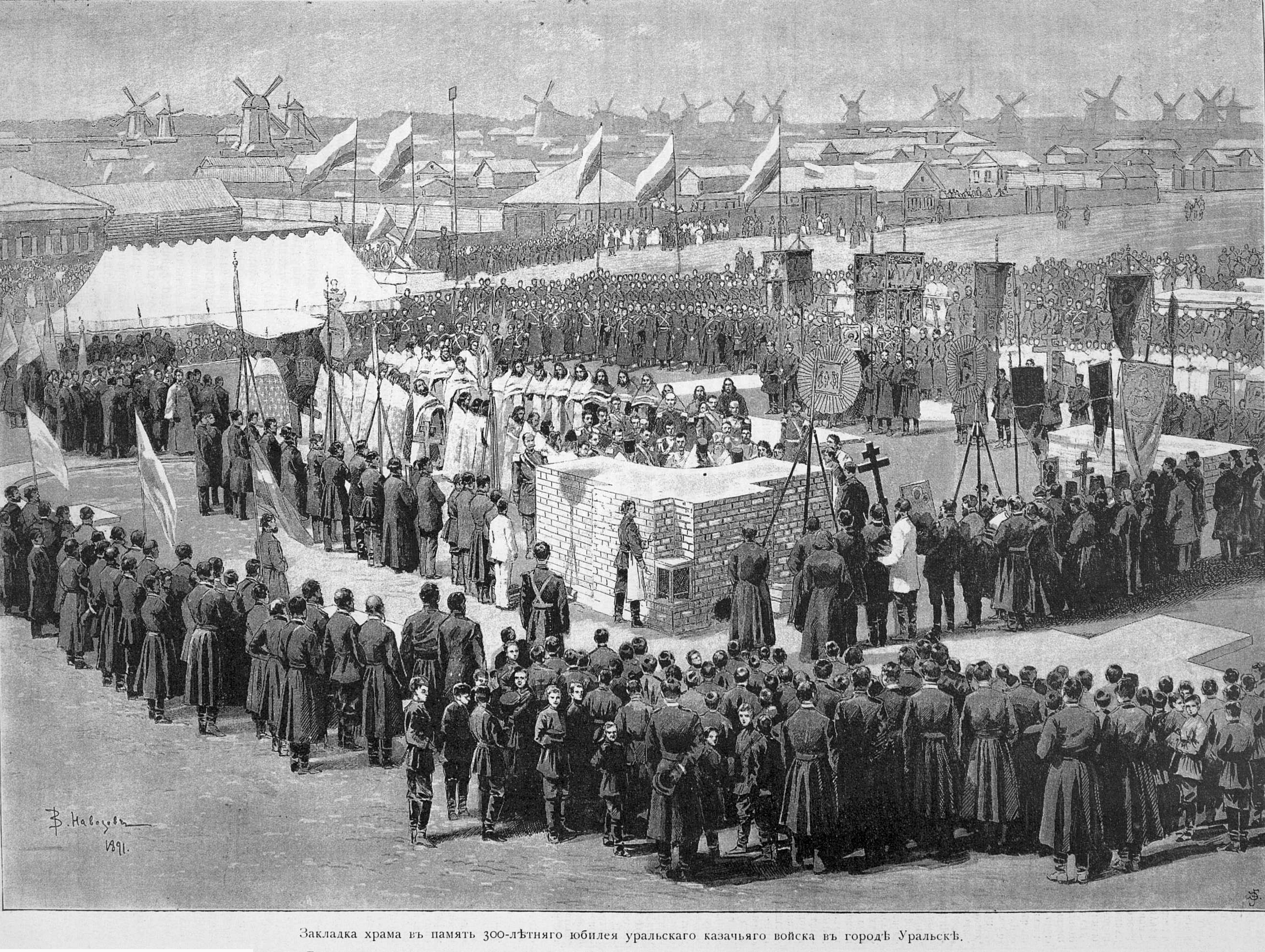
El marcador del templo, 1891

La iglesia se construyó empezando en 1891 en un total de 16 años. El 31 de julio de 1891 se llevó a cabo un acto en presencia del emperador Nicolás II de Rusia que puso la primera piedra. En 1907, el edificio decorado con cúpulas de oro fue inaugurado. Originalmente, la catedral estaba en Ikanskoy que ahora ya no existe, sin embargo.
Durante el tiempo en Kazajistán formaba parte de la Unión Soviética, el edificio fue utilizado como un museo del ateísmo. En noviembre de 1990, la Iglesia Cristo Salvador fue devuelto a la Iglesia Ortodoxa Rusa. En la década de 1990, el edificio fue restaurado por iniciativa de las creyentes y luego se convirtió en una casa de culto.
Una gran cúpula con el nombre de "Gran Svatoslav" se realizó en Moscú en octubre de 1995 y fue colocada en la torre de la iglesia. 